# Georgi Peev
Georgi Ivanov Peev (Bulgaars: Георги Иванов Пеев) (Sofia, 11 maart 1979) is een Bulgaars voetballer die bij voorkeur als middenvelder speelt. Hij verruilde in januari 2007 Dynamo Kiev voor Amkar Perm, waarvoor hij in het seizoen 2012-2013 zijn honderdste competitiewedstrijd speelde.
Peev debuteerde in 1999 in het Bulgaars voetbalelftal. Daarmee speelde hij onder meer op het EK 2004.

## Carrière
- 1998-2000: Lokomotiv Sofia
- 2001-2005: Dynamo Kiev
- 2006: Dnipro Dnipropetrovsk
- 2007- : Amkar Perm